# Cefalù
Cefalù (sicilijanski: Cifalù; grčki: Κεφαλοίδιον Kephaloídion ili Κεφαλοιδὶς Kephaloidís; latinski: Cephaloedium ili Cephaloedis) je grad i općina na sjevernoj Sicilijanskoj obali Tirenskog mora, u pokrajini Palermo, oko 70 km istočno od grada Palerma.
Usprkos malog broja stanovnika (ispod 15.000), Cefalù je glavna turistička atrakcija regije koja privlači milijune turista iz svih dijelova Italije, ali i Europe. Ljeti se broj stanovnika obično utrostruči, a ulice i putovi se zakrče.
Grad, koji je dio parka Madonie, uključen je i u mrežu najljepših sela (borghi più belli) Italije, organizaciju malih talijanskih naselja koji se ističu velikim umjetničkim, kulturnim i povijesnim odlikama, ali i mogućnosti urbanog života i usluga za građane

## Zemljopisne karakteristike
Srednjovjekovni grad se nalazi na obali ispod 268 m visoke stijene Rocca Cefalù. Obala duljine oko 30 km, između općina Lascari i Pollina, prepuna je plaža u uvalama i uvalicama gdje se smjenjuju visoko grebenje i pješčana obala koja trpi eroziju od djelovanja valova. Za borbu protiv erozije tijekom godina su izgrađene utvrde na obali, kao što su lukobrani u okrugu Kalura

## Povijest
Najstariji tragovi ljudskog obitovanja u Cefalù pronađeni su u dvjema špiljama na sjevernoj strani rta stijene Cefalù, danas okrenute prema gradu. Iz predhelenskog vremena, s kraja 5. stoljeća pr. Kr., datiraju ostaci megalitskih zidina koji su kasnije postali dijelom Dijaninog hrama u središtu grada. 
U 4. stoljeću pr. Kr. naseljavaju ga Grci koji mu daju ime Κεφαλοίδιον (Kefaloidion), iz grčkog Kefa ili kefalé, što znači „glava” ili „šef”; vjerojatno se odnoseći na njegov rt. Prvi put se u povijesti spominje 396. pr. Kr. kada je kartaški general Himilco potpisao mirovni sporazum sa sicilijanskim Himeranima i stanovnicima Kefaloidiona. God. 307. pr. Kr. osvaja ga Agatoklo, tiranin Sirakuze, a tijekom Prvog punskog rata osvajaju ga Rimljani 254. pr. Kr. koji su mu dali latinsko ime Cephaloedium. Helenističko-rimski grad imao je pravilan plan sa sporednim cestama koje su izlazile na središnju glavnu os i obilaznicu koja je pratila perimetar zidova.
Tijekom bizantske vlasti stanovnici su se preselili iz grada u ravnici na stijenu gdje su izgradili utvrdu, crkve, vojarnu, vodospremnik i peći.
God. 858., nakon duge opsade osvajaju ga Arapi, koji mu daju ime Gafludi i pripajaju ga Emiratu Palermo, no od tada počinje propadati. 
Nakon što ga 1063. god. osvajaju Normani, Ruđer II. Sicilijski daje obnoviti antičko naselje na obali i luku, te daje izgraditi nekoliko spomenika od kojih je najznamenitija katedrala. Od 13. stoljeća grad je pripadao različitim obiteljima do 1451. godine kada postaje vlasništvom biskupa Cefalùa.
Nakon što je tu 1857. godine ustrijeljen i ubijen patriot Salvatore Spinuzza, Cefalù je ujedinjenje Italije dočekao tek 1861. godine kada postaje dijelom Kraljevine Italije.

## Znamenitosti
Od 2015. god. katedrala u Cefalúu upisana je na UNESCO-ov popis mjesta svjetske baštine u Europi (zajedno sa starom jezgrom grada Palerma iz vremena ranih Normana i katedralom u Monrealeu). Izgradnja katedrale je započela 1131. god. u stilu normanske arhitekture koji bi se točnije trebao zvati sicilijanskom romanikom. Izvana je dobro očuvana, a uglavnom je ukrašena prepletenim prelomljenim lukovima, dok su prozori naglašeni. Na svakoj strani pročelja je masivan toranj od četiri kata, portal je ispupčen, a polukružna apsida je postavljena na istočnom kraju. Ojačana je kontraforima u obliku uparenih stupaca kako bi se doimali lakšima. Kameni križni svod je vidljiv u koru i desnom transeptu, dok ostatak crkve ima drveni krov. Ukrašeni klaustri su izgrađeni kad i katedrala.
Unutrašnjost katedrale obnovljena je 1559. godine iako su oštri lukovi broda, od starih granitnih stupova, još uvijek vidljivi. Jedini izvorni mozaici su sačuvani u apsidi i u posljednjem dijelu kora; oni su primjerci iznimno fine bizantske umjetnosti toga razdoblja (1148.) poput izvanrednog lika Krista Svevladara u apsidi (slika desno). Iako je obnovljena od 1859.-1862., pretrpjela je mnogo manje od obnova u Palermu i Monrealeu. 

## Vanjske poveznice
- http://www.comune.cefalu.pa.it/ Službene stranice grada] (tal.)